# 刘文新 (1972年)
刘文新（1972年—），河南信阳人，汉族，毕业于信阳师范学院，担任信阳市文新茶叶有限责任公司董事长，2010年获“全国劳动模范”称号。中华人民共和国商界人物、第十二届全国人民代表大会河南地区代表。

## 生平
加入中国共产党。2013年，担任全国人大代表。2018年2月24日，当选为第十三届全国人大代表。